# Großsteingräber bei Süttorf (Neetze)
Die Großsteingräber bei Süttorf waren zwei megalithische Grabanlagen der jungsteinzeitlichen Trichterbecherkultur bei Süttorf, einem Ortsteil von Neetze im Landkreis Lüneburg (Niedersachsen). Sie wurden im 19. Jahrhundert zerstört.

## Lage
Die beiden Gräber lagen nördlich von Süttorf, westlich des Weges nach Neetze nahe beieinander auf dem „Reeseberg“ oder „Riesenberg“.

## Beschreibung
Die Gräber waren nach Johann Karl Wächter bereits 1839 nur noch unvollständig erhalten und wurden wohl in den folgenden Jahren restlos abgetragen. Beide Anlagen besaßen rechteckige, wahrscheinlich an den Ecken etwas abgerundete Hünenbetten. Beide hatten eine Breite von 1,5 Klafter (ca. 2,6 m), die Länge betrug bei einem 4 Klafter (ca. 7 m) und beim anderen 3 Klafter (ca. 5,3 m). Von den Umfassungssteinen fehlten 1839 bereits sehr viele. Über die Grabkammern liegen keine Informationen vor.